# Anuria
La anuria (del latín anuria; an-, 'falta de' y -uria, 'orina') es una enfermedad consistente en la no excreción de orina, aunque en la práctica se define como una excreción menor a 50 mililitros de orina al día. La anuria es un agravamiento de la oliguria.

## Causas
La causa de la anuria suele ser un problema en la función renal (motivada por medicamentos o toxinas, diabetes, alta presión sanguínea), aunque también puede estar motivada por obstrucciones severas de cálculos renales o tumores. La formación de cálculos puede verse fomentada por oxalato, altos valores de calcio o ácido úrico. Entre los varones, una próstata hinchada suele causar anuria.
Una anuria aguda, en la que la disminución de excreción de orina ocurre de forma rápida en un lapso de tiempo breve, suele ser señal de obstrucción o de un problema renal severo. Este puede ser causado por factores ajenos al riñón, como por ejemplo un fallo cardíaco, una infección u otros problemas que derivan en una caída de la presión en el riñón.

## Cuadro clínico
La anuria es de por sí un signo clínico, no una enfermedad propiamente dicha. A menudo está asociada con otros problemas renales, o con otras alteraciones inespecíficas como la falta de apetito, debilidad, náuseas o vómitos.

## Tratamiento
El tratamiento depende de la causa de la anuria. La causa más sencilla de tratamiento es la obstrucción del flujo de orina, que suele solventarse con la inserción de un catéter en la vejiga urinaria.
Manitol es un medicamento que se utiliza para incrementar la cantidad de agua en la sangre que se desecha y así mejorar el flujo de sangre en los riñones. Sin embargo, manitol está contraindicado para casos de anuria causada por enfermedades renales, deshidratación severa, hemorragia intracraneal (salvo durante craneotomía), congestión pulmonar severa.
La glucosa y la dobutamina sirven para incrementar el flujo de sangre al riñón y actúan en 30-60 minutos.